# Славія-Мозир
Славія-Мозир — білоруський футбольний клуб з міста Мозир Гомельської області. Заснований в 1987 році. Виступав у чемпіонаті БРСР. Поперемінно виступає у вищій та першій лігах чемпіонату Білорусі. Двічі чемпіон Білорусі — 1996 та 2000 років, володар Кубка Білорусі — 1996 та 2000 років. 
Домашні матчі проводить на стадіоні «Юність» у Мозирі. Кольори клубу - «чорно-червоні» (хоч були роки коли їх частково видозмінювали).

## Досягнення
- Чемпіонат Білорусі:
  - Чемпіон (2): 1996, 2000
  - Срібний призер (2): 1995, 1999

- Кубок Білорусі:
  - Володар (2): 1996, 2000
  - Фіналіст (2): 1999, 2001

## Попередні назви
- 1987—1993 — «Полісся» (Палессе)
- 1994—1997 — МПКЦ ((Мазырскі Прамыслова-Камерцыйны Цэнтр)
- 1998—2005 — «Славія» (Славія)
- 2006—2007 — «Мозир-ЗЛіН» (Мазыр-ЗЛІН)
- 2007 — «Славія-Мозир» (Славія-Мазыр)

## Турнірні здобутки
| Рік     | Ліга       | Місце | Ігри | Перемоги | Нічиї | Поразки | Голи   | Очки | Примітки            | Кубок         |
| ------- | ---------- | ----- | ---- | -------- | ----- | ------- | ------ | ---- | ------------------- | ------------- |
| 1992    | Перша ліга | 7     | 15   | 5        | 6     | 4       | 18-22  | 16   | -                   | 1/64          |
| 1992-93 | Перша ліга | 2     | 30   | 22       | 5     | 3       | 54-14  | 49   | -                   | 1/64          |
| 1993-94 | Перша ліга | 2     | 28   | 19       | 5     | 4       | 48-18  | 43   | -                   | 1/32          |
| 1994-95 | Перша ліга | 1     | 30   | 24       | 3     | 3       | 106-17 | 51   | Ввійшли в Вищу лігу | чвертьфінал   |
| 1995    | Вища ліга  | 2     | 15   | 11       | 3     | 1       | 44-9   | 36   | Срібний призер      |               |
| 1996    | Вища ліга  | 1     | 30   | 24       | 4     | 2       | 64-17  | 76   | Чемпіон             | володар кубка |
| 1997    | Вища ліга  | 6     | 30   | 12       | 7     | 11      | 39-30  | 43   | -                   | 1/16          |
| 1998    | Вища ліга  | 6     | 28   | 12       | 9     | 7       | 41-36  | 45   | -                   | чвертьфінал   |
| 1999    | Вища ліга  | 2     | 30   | 20       | 5     | 5       | 74-25  | 65   | Срібний призер      | фінал         |
| 2000    | Вища ліга  | 1     | 30   | 23       | 5     | 2       | 78-25  | 74   | Чемпіон             | володар кубка |
| 2001    | Вища ліга  | 6     | 26   | 13       | 5     | 8       | 49-27  | 44   | -                   | фінал         |
| 2002    | Вища ліга  | 11    | 26   | 6        | 6     | 14      | 38-61  | 24   | -                   | чвертьфінал   |
| 2003    | Вища ліга  | 14    | 30   | 6        | 7     | 17      | 29-64  | 25   | -                   | 1/16          |
| 2004    | Вища ліга  | 12    | 30   | 9        | 4     | 17      | 32-51  | 31   | -                   | 1/32          |
| 2005    | Вища ліга  | 14    | 26   | 2        | 5     | 19      | 14-60  | 11   | Вибули в Першу лігу | 1/16          |
| 2006    | Перша ліга | 4     | 26   | 11       | 10    | 5       | 44-24  | 43   | -                   | 1/16          |
| 2007    | Перша ліга | 13    | 26   | 4        | 6     | 16      | 26-44  | 18   | -                   | 1/32          |
| 2008    | Перша ліга | 13    | 26   | 4        | 6     | 16      | 22-48  | 18   | -                   | 1/32          |
| 2009    | Перша ліга | 13    | 26   | 4        | 8     | 14      | 21-40  | 20   | -                   | 1/32          |
| 2010    | Перша ліга | 9     | 30   | 10       | 7     | 13      | 33-44  | 37   | -                   | 1/16          |